# غضب الصحراء (مسلسل)
غضب الصحراء مسلسل تاريخي سوري من إنتاج العام 1989، وهو أول عمل تلفزيوني للممثلة واحة الراهب.

## قصة المسلسل
(الأزرق) زعيم قبيلة صحراوية كان جبارا وشديد البطش ينشر الرعب في الصحراء، ويهجم على القبائل الأخرى، يقتل أهلها ويخطف النساء، ولا أحد كان يسلم من شره، وكان له ابن اسمه «رعد» وبنت اسمها (روعة)، يأتي إلى قبيلة الأزرق فارس غريب اسمه (رماح)، فينقذ الأزرق من محاولة اغتيال من الخلف، فيعجب أهل القبيلة بقوة هذا الفارس وشجاعته وذكائه ومهارته العالية في القتال، إلا (رعد وبعض رجاله)، ثم يطلب منه الأزرق أن يقيم في قبيلته وأن يصبح قائدا للجيش ويدرب رجال القبيلة، مما سيزيد من غيرة الابن «رعد» الذي سيحاول بشتى الطرق والحيل أن يتخلص منه.
وفي آخر المسلسل نكتشف أن رماح) جاء إلى قبيلة الأزرق للانتقام من هذا الأخيرلأنه قتل أهله وخطف إخوته قبل نحو 35 عاما، وإخوته هم نفسهم أبناء الأزرق (رعد وروعة)، وسنكتشف أن الأزرق عقيم ولا ينجب.

## فريق العمل
إخراج: هيثم حقي
قصة وسيناريو وحوار: هاني السعدي
إنتاج: شركة الفيصل للإنتاج والتوزيع الفني
المخرج المنفذ: انطونيو بتريك
المخرج المساعد: فواز عبدلكي
الإضاءة: عبد القادر شربتجي
الإشراف الهندسي: فيصل مرعي
المكياج: أميرة العاقل
تصميم الملابس: بشري حاجو

## بطولة
عبد الرحمن آل رشي (الأزرق)
طلحت حمدي (رماح)
سمر سامي (روعة)
عبد الهادي صباغ (رعد)
عبد الرحمن أبو القاسم (صقر)
وفاء موصللي (ماوية)
محمد الشيخ نجيب (جابر)
واحة الراهب (زبيدة)
بشار إسماعيل (ذؤيب)
ثراء دبسي (العجوز)
يوسف حنا (مسعود)
ضحى الدبس (سُليمة)
صبحي سليمان (زلامة)
حسان يونس (طريف)
عبدالرحمن حمود (المُسن أبو جابر)

## أغنية المسلسل
من كلمات حسين حمزة وغناء سمير حلمي
في الصحراء تنمو كتلال الرّمل حكايا... تدنوها الكثب العذراء
يتوارثها الآباءُ عن الأجدادِ والأحفادُ عن الآباء
حبّ كُرهٌ خيرٌ شرٌ فيْضُ حنانٍ بحرُ دماء
والعبرة تسبقها العَبرةَ والحكمة لا تأتي صُدفة
الصُدفة أن تُنسى الأشياء، الصُدفة أن ينتصر الشّر ويسمو
لكن أمد الشرّ قصيرٌ لا يُدركه إلا العقلاء
وحكايتنا ليست إلا مقطع ذكرى
ذكرى قد تنفع من آثر أن يقبع في الظل
ويهجر نخلاً تُنبِتُه الصحراء